# قاهر رسول‌زاده
قاهر رسول‌زاده (به تاجیکی: Кохир Расулзода) (زادهٔ ۸ مارس ۱۹۶۱) سروزیر تاجیکستان از تاریخ ۲۳ نوامبر ۲۰۱۳ میلادی تاکنون و عضو حزب خلق دموکرات تاجیکستان است. او پیش‌تر نیز رئیس ولایت سغد بود.

## زندگی
رسول‌زاده در ۸ مارس ۱۹۶۱ در ناحیهٔ باباجان غفورف اتحاد جماهیر سوسیالیستی شوروی (امروزه تاجیکستان) زاده شد. وی در سال ۱۹۸۲ میلادی وارد دانشگاه کشاورزی تاجیکستان شد و با اخذ مدرک مهندسی هیدرولیک از این دانشگاه فارغ‌التحصیل شد.
او از ژانویهٔ سال ۲۰۰۰ تا دسامبر سال ۲۰۰۶ وزیر احیای اراضی و منابع آب جمهوری تاجیکستان بود؛ و از ۲۷ آوریل سال ۲۰۰۷ تا سال ۲۰۱۳ میلادی، رئیس ولایت سغد بود و در ۲۳ نوامبر ۲۰۱۳ میلادی با فرمان رئیس‌جمهور تاجیکستان، به سمت سروزیر تاجیکستان تعیین شده‌است.